# Gare de Morsalines
La gare de Morsalines est une gare ferroviaire française, fermée et désaffectée, de la ligne de Valognes Montebourg à Saint-Vaast et à Barfleur. Elle est située au lieu-dit Hameau du Pont sur le territoire de la commune de Morsalines dans le département de la Manche en région Normandie.
C'est une halte, mise en service en 1886 par la Compagnie de chemins de fer départementaux (CFD) et fermée à tout trafics en 1848.

## Situation ferroviaire
Établie à 6 mètres d'altitude, La halte de Morsalines est située au point kilométrique (PK) 021 de la ligne de Valognes Montebourg à Saint-Vaast et à Barfleur, entre les gares de Lestre - Quinéville, s'intercale la halte d'Aumeville-Crasy, et de Quettehou - Le-Vast.

## Histoire
En 1880, le projet de ligne de Valognes-Montebourg à Barfleur par Saint-Vaast en est à la finalisation des tracés. Morsalines fait partie de la première section de  Montebourg-Le Ham et Saint-Vaast. Le choix de l'emplacement de la station a été approuvé par un décret du préfet le 25 septembre 1879.
La halte de Morsalines est mise en service le 20 avril 1886 par la Compagnie de chemins de fer départementaux (CFD), lorsqu'elle ouvre à l'exploitation la ligne, à voie unique et écartement normal, de Valognes Montebourg à Saint-Vaast et à Barfleur.
La halte est fermée le 8 février 1848, lors de l'arrêt de l'exploitation de la section de Valognes à Saint-Vaast-la-Hougue.

## Patrimoine ferroviaire
L'ancien bâtiment de la halte, fermé et désaffecté, a été largement remanié pour sa nouvelle affectation d'habitation privée.